# Saló del Tinell
El Saló del Tinell és un edifici situat a la plaça del Rei de Barcelona, catalogat com a  bé cultural d'interès nacional. Era la sala major del Palau Reial Major, residència dels comtes-reis de la casa de Barcelona, i actualment forma part del Museu d'Història de Barcelona (MUHBA).

## Història

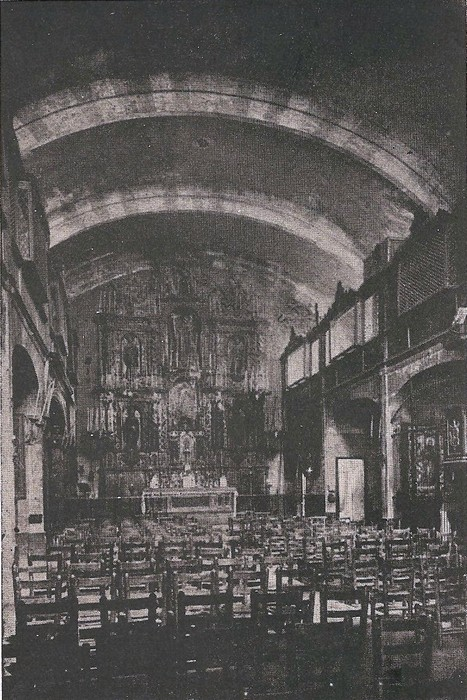
Església de Santa Clara (anys 1920)

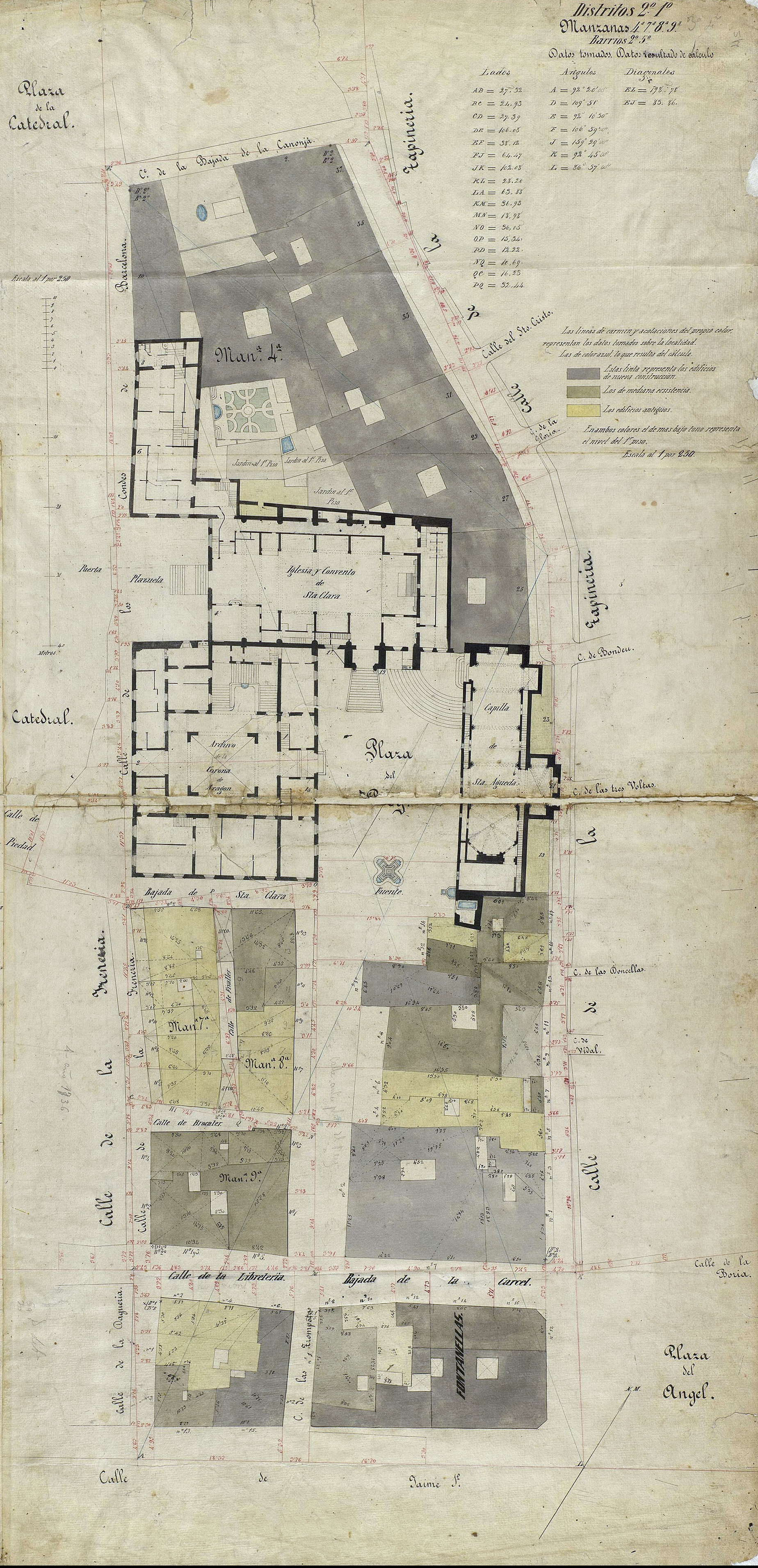
Quarteró núm. 45b de Garriga i Roca (c. 1860)

El 1359, dins un ampli programa de reformes del palau, Pere el Cerimoniós encarregà a Guillem Carbonell la construcció d'una gran sala, acabada el 1370. Era utilitzada en les grans cerimònies i banquets, i el fet que en aquestes ocasions s'hi muntés una exposició de vaixelles en un moble esglaonat anomenat tinell, li donà el nom. El 1461 i el 1479 va servir de capella ardent als cadàvers del príncep de Viana i el seu pare Joan II, respectivament. El 1493, durant l'estada dels Reis Catòlics a la ciutat, va ser escenari de la commemoració de la conquesta de Granada, i també de la tornada del primer viatge de Cristòfor Colom.
Durant el regnat de Carles V, s'hi van celebrar les cerimònies del capítol del Toisó d'Or, i el 1546, la Generalitat va encarregar-ne al mestre de cases i fuster l'adaptació com a sala de reunió dels escrivans del Consell Criminal del Principat de Catalunya, moment en el qual va sorgir el nom de sala del Borboll per la remor que produïen les seves activitats. Possiblement, el saló va ser dividit en dues dependències: la sala dels escrivans, amb un portal amb escalinata, i l'anomenada Aula Major, amb accés des del replà superior de la graderia comuna al palau i a la capella de Santa Àgata.

### Església de Santa Clara
El 1718, les monges del convent de Santa Clara, malmès pel setge de 1713-1714 i arrasat durant la postguerra per a construir-hi la Ciutadella, van obtenir la cessió d'una part del palau, abandonat per la Audiència, però fins al 1720 no entraren en possessió del Tinell, utilitzat com a allotjament dels soldats filipistes. El 1722, van començar les obres per a transformar la sala en església de la seva congregació, i el 1789, hi volgueren fer noves reformes, però els inquisidors, que ocupaven la resta del palau, els ho van impedir, i es veieren obligades a elevar una instància a Carles IV.
Durant la bullanga de 1835 es veieren obligades a abandonar el convent per ordre del capità general i es van refugiar en una casa del carrer de la Riera de Sant Joan. Hi van tornar el 1855, però foren novament expulsades el 1869, recuperant-ne la possessió per Reial Ordre del 1872. El juliol del 1936, amb l'esclat de la Guerra Civil, van haver de abandonar el convent, que fou confiscat per la Generalitat.

### Rehabilitació
El 1937, van ser enderrocades les voltes, els envans i les capelles laterals de l'església, quedant al descobert els murs i el sostre embigat del saló, ocults des de feia segles. El 1941, un cop acabat el conflicte, l'Ajuntament de Barcelona va expropiar el palau a les monges, i el Tinell va ser objecte d'unes obres de restauració dirigides per l'arquitecte municipal Adolf Florensa. Aquestes s'acceleraren el 1942 amb motiu de la celebració del 450è aniversari de l'arribada de Colom a Barcelona, però finalment s'acabaren el 1944. A la façana de la plaça del Rei, Florensa va col·locar unes finestres coronelles.
Aquell mateix any, i per tal de recuperar l'avantcambra entre el Tinell i la capella de Santa Àgata, l'Ajuntament de Barcelona va expropiar la casa del carrer de la Tapineria, 25, projectada el 1852 per l'arquitecte Antoni Rovira i Trias sobre els fonaments de la muralla romana. A finals dels anys 1950, Florensa hi va construir una casa senyorial catalana, on va col·locar tres finestres coronelles i una galeria idèntica a la de la façana posterior de la casa Padellàs.
Florensa va substituir l'escalinata d'accés al Tinell des de la placeta de Sant Iu per un porxo, acabat el 1948, i també hi va traslladar el portal renaixentista de la plaça del Rei, que ara serveix d'accés al Museu Marès.

### Intervencions arqueològiques
Entre els anys 1952-1953, les obres de restauració van obligar al reconeixement dels fonaments dels murs del Tinell. Al soterrani hi havia un gruix considerable de runa, que un cop excavada per Agustí Duran i Sanpere va revelar l'existència de materials de construcció reaprofitats del monestir de Santa Clara, que formaven part d'una petita cripta sepulcral a la part més propera a la placeta de Sant Iu.
També s hi van documentar unes restes que Duran i Sanpere va considerar que formarien part d'un magatzem de gra. Posteriorment, l'arqueòloga Julia Beltrán de Heredia les reinterpretà com un centre productor de vi, que ocupava una superfície de 600 m². Aquest sector supera els límits de la insula i envaeix el tram contigu de l'interuallum, on s'erigeixen una sèrie de dipòsits alineats i adossats directament al parament interior de la muralla augustal, com també un gran lacus vinarius associat a una plataforma de premsatge. Les estructures documentades corresponen a dipòsits de decantació, transvasament i fermentació del most, testimonis de dues premses i un espai d'emmagatzematge on es localitza el celler o cella vinaria».

## Descripció
És una sala rectangular de dimensions considerables (17 x 33,5 m), coberta amb embigat de fusta  sobre sis arcs diafragma de mig punt, reforçats per contraforts i units als extrems mitjançant voltes de canó secundàries properes als murs laterals. El 1972 es va descobrir que els arcs diafragma del saló estaven deteriorats i van ser reforçats amb tirants metàl·lics. El 1977, les filtracions d'aigua havien malmès el sostre, i per aquest motiu, es va canviar tot l'enteixinat, imitant l'antic.
El soterrani, al qual s'accedeix a través d'un gran portal d'arc de mig punt adovellat coronat per l'escut de Catalunya, està cobert dues voltes de canó en sentit longitudinal.
La façana a la plaça del Rei disposa a la part alta de petites rosasses calades i, a la baixa, de finestrals triforats afegits per Florensa. D'aquesta època és també la façana que dona al pati del museu Marès i amaga els contraforts, deixant un estret espai entre aquesta i el mur septentrional del Tinell. A la part que mira a l'interior es va trobar una pintura mural que representa la conquesta de Mallorca.

## Galeria

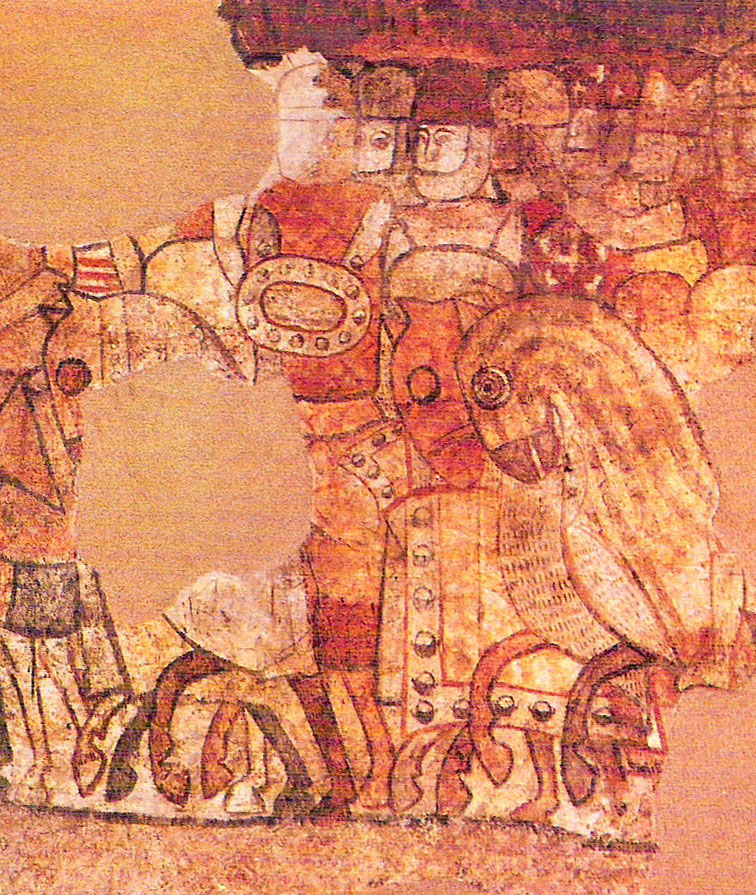
Detall de la pintura mural
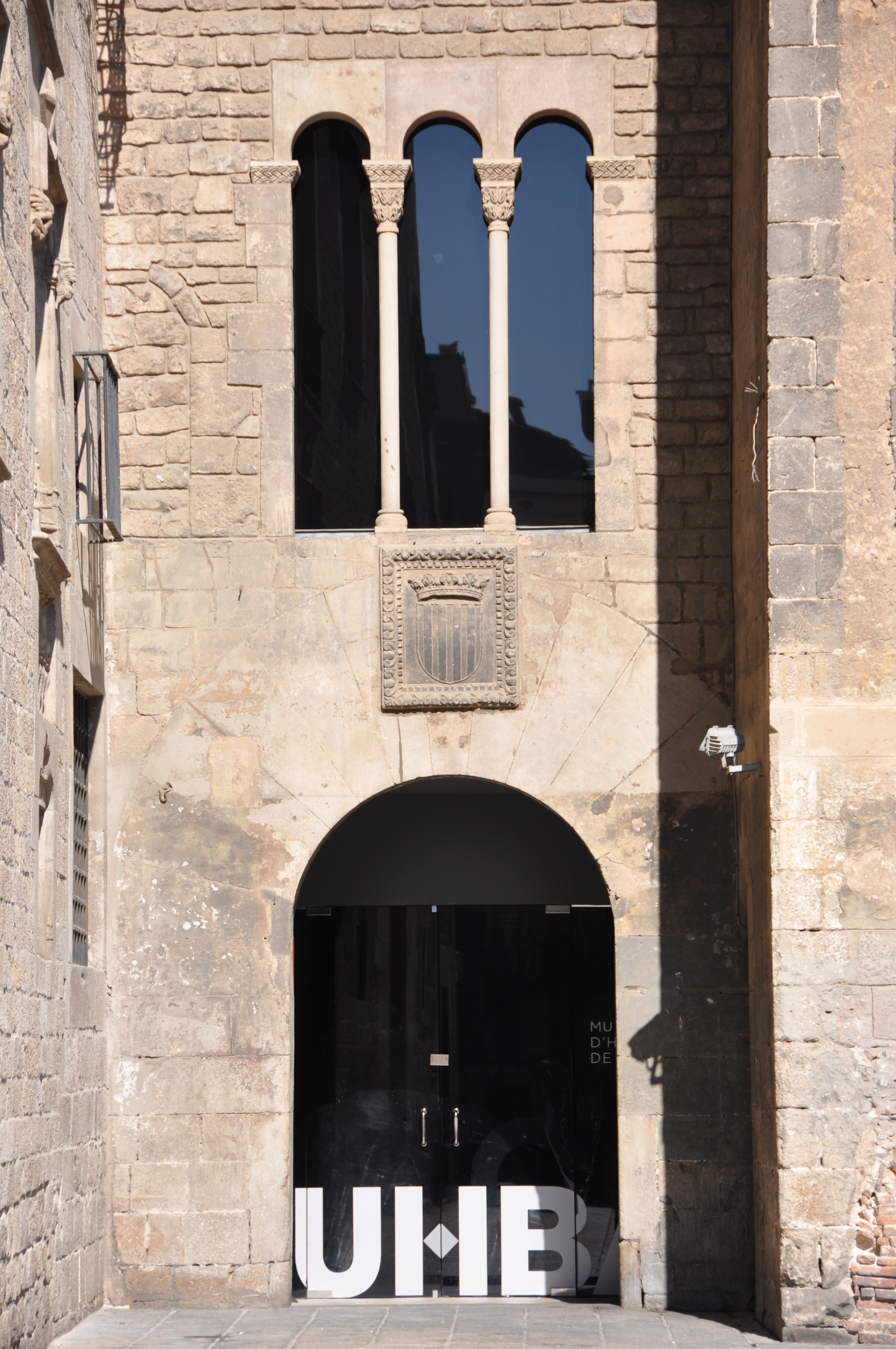
Antic portal de la Batllia General
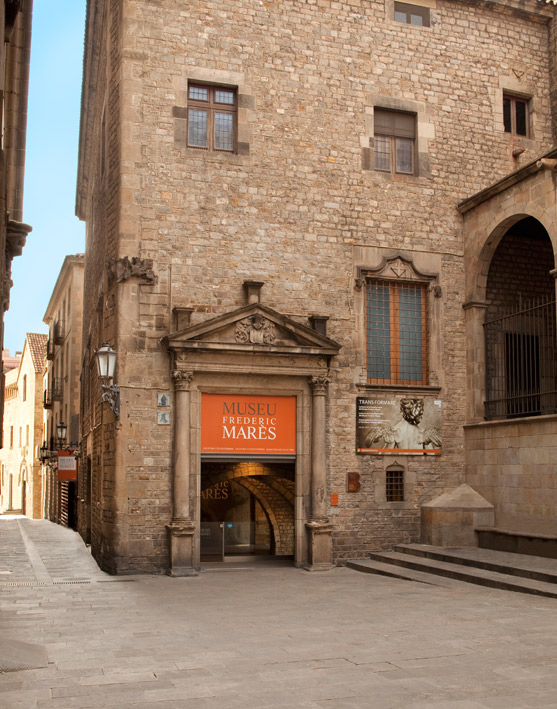
Antic portal de l'escrivania del Consell Criminal, actualment a la placeta de Sant Iu
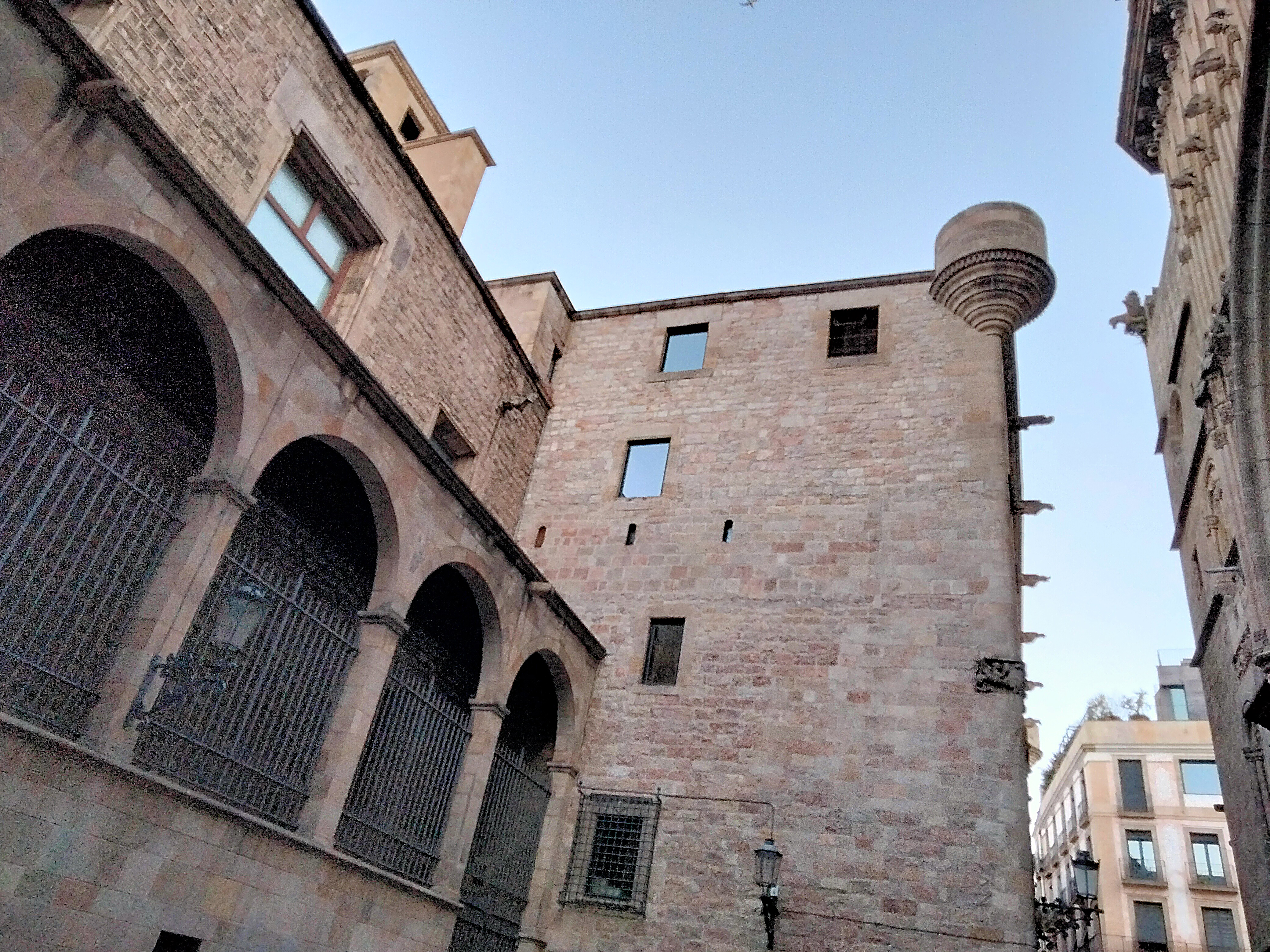
Porxo de Florensa i façana posterior del Palau del Lloctinent a la placeta de Sant Iu
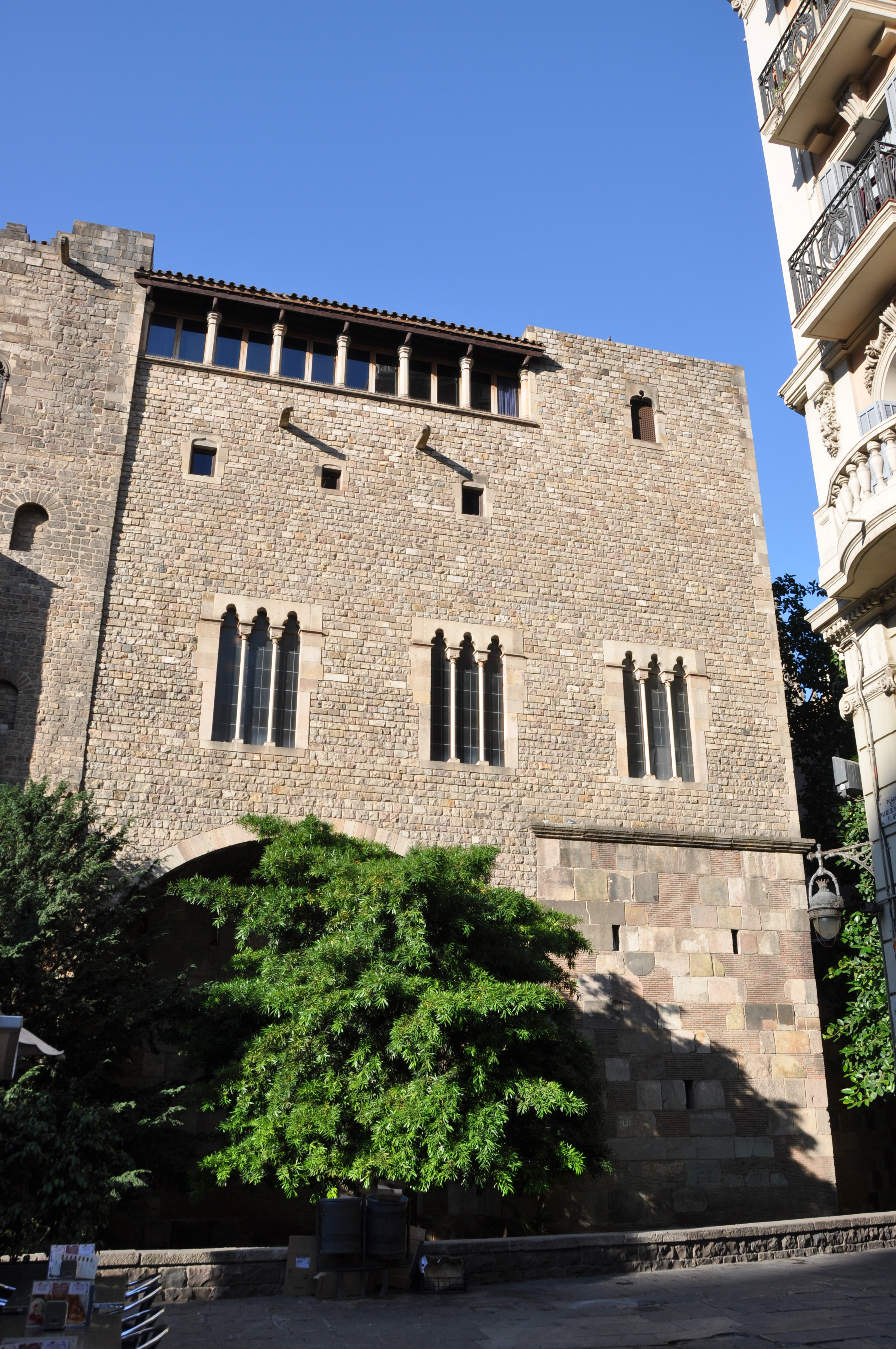
Avantcambra de Florensa al carrer de la Tapineria (plaça de Berenguer el Gran)